# Dupleix (incrociatore 1930)
Il Dupleix fu un incrociatore pesante della Marine nationale francese, quarta e ultima unità della classe Suffren ed entrato in servizio nel luglio 1932.
Attivo durante la seconda guerra mondiale, svolse alcuni incarichi secondari durante il periodo della "strana guerra" e partecipò il 14 giugno 1940 al bombardamento navale della costa ligure. Rimasto sotto il controllo del Governo di Vichy, l'incrociatore non prese più parte a operazioni belliche fino a che, il 27 novembre 1942, partecipò all'autoaffondamento in massa della flotta francese a Tolone per evitare la sua cattura ad opera dei tedeschi.

## Storia
Impostata il 14 novembre 1929 presso l'arsenale navale di Brest, la nave venne varata il 3 ottobre 1930 con il nome di Dupleix in onore dell'omonimo generale francese del XVIII secolo, entrando poi in servizio il 20 luglio 1932. Assegnato in forza alla 1ª Divisione leggera, il Dupleix trascorse il periodo interbellico dislocato principalmente nel settore del mar Mediterraneo, subendo un ciclo di lavori di grande manutenzione nel corso del 1937.
Allo scoppio della seconda guerra mondiale nel settembre 1939, il Dupleix si trovava in forza alla 1ª Divisione incrociatori della 3ª Squadra navale dell'ammiraglio Émile Duplat, di base a Tolone. In ottobre l'incrociatore fu inviato nella base di Dakar per partecipare ai pattugliamenti dell'Atlantico centrale a caccia delle navi corsare e violatori di blocco tedeschi insieme alle unità della Royal Navy britannica: in coppia con il gemello Foch, il Dupleix sorvegliò la costa dell'Africa occidentale durante il periodo della caccia alla corazzata tascabile tedesca Admiral Graf Spee ma senza registrare contatti con il nemico; il 25 ottobre, invece, l'incrociatore supportò la cattura nelle acque dell'Atlantico del mercantile tedesco Santa Fé da parte dei cacciatorpediniere francesi Le Fantasque e Le Terrible.
Rientrato a Tolone, nel giugno 1940 il Dupleix prese parte alle brevi operazioni militari seguenti l'entrata in guerra del Regno d'Italia: il 14 giugno, in particolare, l'incrociatore bombardò, in coppia con il gemello Colbert e due cacciatorpediniere, i depositi di carburante di Vado Ligure e le zone industriali di Savona, subendo alcuni tiri da parte dell'artiglieria costiera italiana senza però riportare alcun danno.
Dopo la resa della Francia il 22 giugno 1940, il Dupleix rimase sotto il controllo del Governo di Vichy venendo assegnato alla Flotta d'alto mare di base a Tolone; la nave, tuttavia, non prese parte ad alcuna ulteriore operazione bellica, rimanendo alla fonda nel porto di Tolone con il resto della flotta. Il 27 novembre 1942, a seguito della minaccia tedesca di occupare Tolone, il Dupleix partecipò all'autoaffondamento in massa della flotta francese: l'equipaggio aprì le valvole a mare dello scafo e fece detonare alcune cariche di demolizione causando una serie di esplosioni a bordo dell'unità, che si appoggiò sul basso fondale del porto. Lo scafo fu riportato a galla dalle truppe italiane il 3 luglio 1943, ma le pessime condizioni ne sconsigliarono un ripristino come unità combattente e il relitto fu immediatamente inviato alla demolizione; lo scafo fu nuovamente colato a picco durante un bombardamento aereo su Tolone nel marzo 1944, per poi essere nuovamente recuperato e demolito nel 1951.